# Higgins (Texas)
Higgins es una ciudad ubicada en el condado de Lipscomb en el estado estadounidense de Texas. En el Censo de 2010 tenía una población de 397 habitantes y una densidad poblacional de 138,22 personas por km².

## Geografía
Higgins se encuentra ubicada en las coordenadas 36°7′16″N 100°1′39″O / 36.12111, -100.02750. Según la Oficina del Censo de los Estados Unidos, Higgins tiene una superficie total de 2.87 km², de la cual 2.87 km² corresponden a tierra firme y (0%) 0 km² es agua.

## Demografía
Según el censo de 2010, había 397 personas residiendo en Higgins. La densidad de población era de 138,22 hab./km². De los 397 habitantes, Higgins estaba compuesto por el 93.7% blancos, el 0% eran afroamericanos, el 1.51% eran amerindios, el 0% eran asiáticos, el 0% eran isleños del Pacífico, el 2.52% eran de otras razas y el 2.27% pertenecían a dos o más razas. Del total de la población el 6.55% eran hispanos o latinos de cualquier raza.